# Scholen
Scholen er en kommune i amtet ("Samtgemeinde") Schwaförden i Landkreis Diepholz i den tyske delstat Niedersachsen som ligger syd for Naturpark Wildeshauser Geest omkring midt mellem Bremen og Osnabrück.